# Route nationale 514
Die N514 war von 1933 bis 1973 eine französische Nationalstraße, die zwischen Chindrieux und der N491 (ab 1950 N201) südlich vom Lac du Bourget verlief. Ihre Länge betrug 32 Kilometer. 1978 wurde der Abschnitt zwischen der Einmündung der N521A und der N201 Teil der neuen N504. Von 1975 bis 2000 gab es in Sannois eine N514 als Verlängerung der Abfahrt 3 der A15.

## N514a
Die N514A war von 1933 bis 1973 ein Seitenast der N514, der von dieser nördlich des Tunnel du Chat abzweigte und zur N521A westlich des Tunnel du Chat führte. Ihre Länge betrug 5 Kilometer.

## N514b
Die N514B war von 1933 bis 1973 ein Seitenast der N514, der von dieser in Le Bourget-du-Lac abzweigte und zur N491 (ab 1950 N201) am südlichen Ende des Ostuferes des Lac du Bourget führte. 1978 wurde sie in N211 mit der Funktion eines Seitenastes der N201 umnummeriert und 2006 abgestuft. Ihre Länge betrug 2 Kilometer.